# Hermann Urbas
Hermann „Mandi“ Urbas (* 18. Juni 1982) ist ein deutsch-US-amerikanischer Fußballspieler.
Der meist „Mandi“ Urbas genannte Offensivspieler durchlief die Jugendabteilungen des FC Bayern München bis 1991, des TSV 1860 München von 1991 bis 2000 und zuletzt der SpVgg Unterhaching, bei der ihm auch den Übergang vom Jugend- in den Männerbereich gelang. So gehörte Urbas als Mittelfeldspieler zum Kader der Unterhachinger Zweitvertretung, die 2001/02 als Aufsteiger an der viertklassigen Bayernliga teilnahm, und erzielte in seiner ersten Oberliga-Spielzeit zwei Tore in 25 Einsätzen. In der Folgesaison 2002/03 kam Urbas vermehrt als Stürmer zum Einsatz und erzielte in 24 absolvierten Partien weitere zehn Tore für Unterhaching. Der Sprung in die erste Hachinger Mannschaft, welche in der gleichen Saison den Wiederaufstieg aus der drittklassigen Regionalliga in die 2. Bundesliga erreichte, gelang Urbas jedoch nicht, so dass er die Spielvereinigung zum Juli 2003 verließ.
Urbas absolvierte daraufhin ein Probetraining beim US-amerikanischen Major-League-Soccer-Team Dallas Burn, welches ihn im August 2003 schließlich auch verpflichtete. Im Anschluss kam Urbas zu drei Einsätzen in der bereits im Frühjahr begonnenen Spielzeit 2003, belegte mit der Mannschaft aber den letzten Platz ihrer Conference und verpasste damit die Play-offs.
Zur Spielzeit 2004/05 der Bayernliga kehrte Urbas zur Zweitvertretung Unterhachings zurück, für die er in der folgenden drei Spielzeiten 19 Tore in 81 Partien erzielte. Dabei stellte die Spielzeit 2005/06 mit 13 Toren in 32 Einsätzen die erfolgreichste Saison des Deutsch-Amerikaners dar und brachte ihm auch die zwischenzeitliche Beförderung zum Profi-Kader Unterhachings zur Saison 2006/07 ein. Jedoch kam Urbas weiterhin nur für die Zweitvertretung der Spielvereinigung in der Bayernliga zum Einsatz, woraufhin er den Verein zum Juli 2007 erneut verließ und seine aktive Karriere als Fußballspieler aussetzte.